# 残花泪 (1919年电影)
《残花泪》（英語：Broken Blossoms or The Yellow Man and the Girl，又名「嬌花濺血」）是一部1919年的美国无声爱情电影，由大衛·格里菲斯导演，莉蓮·吉許、理查德·巴塞尔梅斯和唐纳德·克里斯普主演。本片是联艺公司发行的第一部电影，讲述了一个受酗酒父亲虐待的年轻女孩与一个爱上她的中国男人之间的故事。它改编自托马斯·布尔克1916年出版的短篇小说集《莱姆豪斯的夜晚》中的一篇《中国人和孩子》（The Chink and the Child）。本片因其在“文化、历史和审美方面的显著成就”，被美国国会图书馆列入国家电影登记部下属的国家电影保存委员会保护电影名单。

## 演員

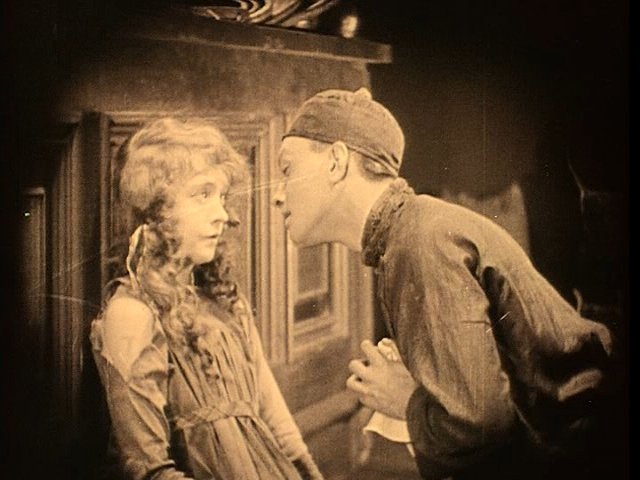
《残花泪》剧照

- 莉蓮·吉許
- 理查德·巴塞尔梅斯
- 唐纳德·克里斯普